# مشهدی‌ولی‌لر
مشهدی‌ولی‌لر (به لاتین: Məşədivəlilər) یک منطقه مسکونی در جمهوری آذربایجان است که در شهرستان تووز واقع شده است.